# Dorysthenes beli
Dorysthenes beli är en skalbaggsart som beskrevs av Auguste Lameere 1911. Dorysthenes beli ingår i släktet Dorysthenes och familjen långhorningar. Inga underarter finns listade i Catalogue of Life.